# Sport Clube Beira-Mar
Lo Sport Clube Beira-Mar, abbreviato in SC Beira-Mar o semplicemente Beira-Mar, è una società polisportiva portoghese con sede nella città di Aveiro, nota soprattutto per la sua squadra di calcio che attualmente milita nel girone B del Campeonato de Portugal, quarta divisione del campionato portoghese.

## Storia
Nel 1999 vince la Coppa del Portogallo in finale con il Campomaiorense e conquista per la prima volta nella storia il diritto a partecipare alle coppe europee. Essendo stata abolita la Coppa delle Coppe viene "dirottata" in Coppa UEFA 1999-2000 dove viene abbinata al Vitesse (1-2 in casa e 0-0 in trasferta). 
Il calciatore più popolare della storia del club, è stato Eusébio, arrivato 3º con il Portogallo ai Mondiali del 1966, e vincitore del Pallone d'Oro nel 1965.

## Strutture

### Stadio
Lo Estádio Municipal de Aveiro inaugurato nel 2003, ha una capienza di 30.127 posti.

## Palmarès

### Competizioni nazionali
- Taça Ribeiro dos Reis: 1

1964-1965
- Coppa del Portogallo: 1

1998-1999
- Liga de Honra: 2

2005-2006, 2009-2010
- Segunda Divisão: 3

1961, 1965, 1971
- Terceira Divisão: 1

1958-1959

### Altri piazzamenti
- Taça de Portugal:

Finalista: 1990-1991
Semifinalista: 1965-1966, 2006-2007
- Coppa di Lega portoghese:

Semifinalista: 2007-2008
- Supercoppa di Portogallo:

Finalista: 1999
- Taça Ribeiro dos Reis:

Quarto posto: 1967-1968
- Segunda Liga:

Secondo posto: 1997-1998, 1999-2000

## Organico

### Rosa 2014-2015
| N. |                       | Ruolo | Calciatore          |
| -- | --------------------- | ----- | ------------------- |
| 1  | Portogallo (bandiera) | P     | Rui Rêgo            |
| 2  | Portogallo (bandiera) | D     | André Nogueira      |
| 4  | Portogallo (bandiera) | D     | Hugo Lopes          |
| 5  | Brasile (bandiera)    | D     | Luís Gustavo        |
| 7  | Portogallo (bandiera) | C     | Hélder Tavares      |
| 8  | Portogallo (bandiera) | C     | André Sousa         |
| 9  | Brasile (bandiera)    | A     | Wyllian             |
| 10 | Portogallo (bandiera) | A     | Tiago Cintra        |
| 12 | Portogallo (bandiera) | P     | Samuel Biscaia      |
| 13 | Iran (bandiera)       | C     | Afshin Esmaeilzadeh |
| 14 | Portogallo (bandiera) | D     | Jaime               |
| 15 | Portogallo (bandiera) | D     | Daniel Martins      |
| 17 | Brasile (bandiera)    | C     | Paulo Sérgio        |
| 18 | Portogallo (bandiera) | D     | Pedro Moreira       |

| N. |                        | Ruolo | Calciatore      |
| -- | ---------------------- | ----- | --------------- |
| 19 | Brasile (bandiera)     | A     | Nanu            |
| 20 | Brasile (bandiera)     | C     | Pité            |
| 21 | Brasile (bandiera)     | A     | Marc Mucha      |
| 22 | Brasile (bandiera)     | C     | Guilherme Matos |
| 23 | Brasile (bandiera)     | C     | Balacó          |
| 24 | Brasile (bandiera)     | P     | Renato          |
| 25 | Brasile (bandiera)     | C     | Ricardo Dias    |
| 26 | Bielorussia (bandiera) | A     | Aleksei Kuchuk  |
| 27 | Brasile (bandiera)     | C     | Dudu            |
| 28 | Brasile (bandiera)     | A     | Luiz Phellype   |
| 29 | Ghana (bandiera)       | D     | Richard Ofori   |
| 30 | Brasile (bandiera)     | C     | Dieguinho       |
|    | Libano (bandiera)      | C     | Nader Matar     |

### Rose delle stagioni precedenti
- 2011-2012
- 2012-2013

## Altre discipline societare
- Pallacanestro
- Futsal
- Atletica leggera
- Judo
- Triathlon e Duathlon
- Badminton
- Pugilato